# Cộng hòa Dân chủ Yemen
Cộng hòa Dân chủ Yemen (tiếng Ả Rập: جمهورية اليمن الديمقراطية Jumhūrīyat al-Yaman ad-Dīmuqrāṭīyah), thường gọi là Nam Yemen, là quốc gia ly khai tham chiến chống lại Cộng hòa Ả Rập Yemen trong cuộc Nội chiến Yemen năm 1994. Nhà nước này tuyên bố thành lập vào tháng 5 năm 1994 và bao trùm toàn bộ lãnh thổ Nam Yemen cũ.
Cộng hòa Dân chủ Yemen với thủ đô đóng ở Aden do Tổng thống Ali Salim al-Beidh và Thủ tướng Haidar Abu Bakr al-Attas lãnh đạo và đại diện cho phản ứng đối với vị thế suy yếu của miền Nam trong cuộc nội chiến năm 1994. Nhà nước mới đã thất bại trong việc nhận được sự công nhận của quốc tế, bất chấp sự thông cảm của Ả Rập Xê Út đối với vị thế của mình. Các nhà lãnh đạo của nhà nước này ngoài các nhân vật của Đảng Xã hội Yemen như al-Beidh và Attas, còn có một số nhân vật nổi bật trong lịch sử Nam Yemen như Abdallah al-Asnaj, kẻ đã kịch liệt phản đối chế độ độc đảng của Đảng Xã hội Yemen ở Cộng hòa Dân chủ Nhân dân Yemen trước đây.
Cuộc ly khai diễn ra sau nhiều tuần giao tranh, bắt đầu vào ngày 27 tháng 4 và kéo dài từ ngày 21 tháng 5 năm 1994 cho đến ngày 7 tháng 7 năm 1994. Nội chiến kết thúc bằng việc các cứ điểm của nhà nước này tại Mukalla và Aden đều rơi vào tay quân chính phủ.